# 銀のジーク
『銀のジーク』（ぎんのジーク）は岸裕子による日本の連作読み切り漫画作品群。大陸書房 の『メヌエット』に掲載され、同誌休刊後は白夜書房の『おまコミミステリー』に移籍された。さらに、同誌休刊後は白夜書房の単行本に描きおろしで続編が発表され、その後も同人誌として単行本が出版されている。岸裕子のシリーズ作品では最長の作品群である。
ジークロンドの原形は、作者が落書きで描いた絵であり、出来が良かったため、そのキャラクターを主人公にして作品を発表したことがきっかけであった、という。各読み切り作品の中にも、自然にジークロンドのセリフが作者の頭に思い浮かび、形になったものもあるようである。第1話掲載の時点で、天上界（ヴァルハラ）と地上界（アース）の設定が完成していた、という。作者としてはシリーズとして発展させる予定はなく、キラティアの設定も存在していなかった。世界観としては掲載当初、作者が熱中していた『聖闘士星矢』の設定が色濃く反映されている。玉三郎やクリスチャン、夢の介などの場合もそうなのだが、ジークロンドにも作者自身が投影されている。ジークロンドがマーロッドの転生した人物を狩る、というのが基本スタイルだが、描きおろし作品になるにつれて、ヴァルハラでのジークの日常のみを描いた作品も間に挟まれるようになってきている。

## あらすじ
ジークロンドはヴァルハラの五星（ファイブスター）の一人であり、死の狩人（デスハンター）として天上界（ヴァルハラ）の法（ロー）より、快楽のために子供を殺したという暴君、マーロッドの生まれ変わった姿を成人前に狩ることを使命として与えられている。純粋で恋愛とはどのようなものであるか分からないジークに、同じ五星のキラティア、ライアドリス、ジュールダンなどがからみ、騒動を巻きおこしながら、ジークロンドは使命を全うし、成長してゆく。

## 登場人物

### ヴァルハラ
銀のジークロンド
主人公で五星の一人。通称ジーク。前任者で裏切り者のハーリングのかわりに転生したマーロッドを狩る任務を与えられる。恋愛音痴で、キラティアに迫られても、うっとうしく思うだけである。恨みを買う理由も分からないままに、ライアドリスに自分を狩っても良いという賭けをさせており、常に彼を翻弄している。
赤のキラティア
五星の一人。通称キラ。ジークより年長。ジークロンドのことを愛している。過去に恋愛で失敗したことがある。
金のライアドリス
五星の一人。ジークより年下。キラティアに恋しており、恋がたきのジークを恨んでいる。ジークよりも幼い性格。
青のジュールダン
五星の一人。ジークよりも年長。かつて罪を得て、地上に落とされていた際に娘をもうけていたが、法（ロー）の命令により、その娘を狩ることを命令され、任務を実行する。以後、誰も愛することがなくなったが、ジークとキラたちを見ているうちに、自分ももう一度恋をしてみようかと思うまでになっている。
黒のバン・バラード
五星の一人で一番の年長。通称バン。ライアドリスのことを愛している。
銀のハーリング
ジークロンドの前任者。法（ロー）を裏切ったため、キラティアに狩られている。
白のサーラ
五星の上の巨星（グレートスター）に当り、唯一の女性のデスハンター。1万年以上生きており、人の心が読める。
アルシオン
五星の下の12星の一人。罪を得て下界に落とされ、その後、アリオーネの夫となる。アビスという娘をもうけるが、その娘がマーロッドの転生体であることからジークと知り会う。ジークが娘を庇ったことからジークのことを気に入る。
スランシーラ
次元調査員（チェッカー）。キラティアとメーベルを争って決闘している。
カイト
運命の紡ぎ手の一人で、ジークロンドと同じ瞳の色であるため、キラから愛されている。
雷神
ジーク愛用の剣で、意思を持ち、ジークの命令を忠実に実行する。人の生気を吸うのが好き。人間体になることもできる。
烈火
キラ愛用の剣。
ガブリエル、ミカエル、ラファエル、ウリエル
天上界の天使たちで、ジークとキラの間柄を興味深く観賞している。ジークを誘惑するものもいる。
メーベル
夢使い（ドリーマー）で、スランシーラの恋人であったが、キラティアのものとなる。その後、彼女を巡り、スランシーラとキラとの間で決闘になるが、スランシーラを庇って絶命する。
アイシャ・ヤーン
ささやきの沙漠の住人。天上界と下界をつなぐ光柱の番人をしている。
ジオ・ジオナール
時の舟の漕ぎ手で、サーラの夫。
創造主
ジークら死の狩人を含め、天上界のすべてのものを創造した神。法（ロー）・運命（フェイト）・種（シード）らを配下に加えており、世界を統治している。

### 地上界など
アルカーナ
魔術師。青月宮に閉じ込められ、百人の生気を吸えば甦るというところをジークに邪魔される。以後、解放後もジークを仇として付け狙うが、次第にジークに惹かれるようになり、ジークのマーロッド狩りを掩護する時もある。
アリオーネ
魔術師で、アルカーナの知り合い。気にいった男の顔を盗むのが趣味。アルカーナ同様、マーロッド狩りでジークとの因縁があり、ジークロンドの顔を盗もうとしている。
ルシフェル
元天使。創造主の元恋人で下界にリクシャーナという恋人を作り、そのため法（ロー）に「不死」を与えられて「闇」に落とされている。マーロッドの転生でもあるリクシャーナそっくりのシュラをジークロンドに狩られている。
マーロッド
国王で、自分の快楽のために200人の子供を殺したという暴君。法（ロー）により、人類が滅亡するまで永遠に転生を繰り返している。ただし、決して成人になることを許されてはいない。ジークロンドの使命は成人になるまでに、マーロッドの魂を持つ転生人物を狩り続けることである。
一度だけ、生まれ変わりである自分の子孫に意識が乗り移ったことがある。
シド
死の狩人の最下位であるスターダストの一人。標的である母親を狩り、その遺児であるマーロッドの転生体であるアルシャを育てる。アルシャを庇い、ジークに殺される。

## 作品
商業誌掲載分のみあげる。
1. 青月宮（1989年、メヌエット創刊号）
2. 時の舟（1989年、メヌエット3号）
3. 白銀星（1989年、メヌエット5号）
4. 金連鎖（1990年、メヌエット6号）
5. 眠りの公子（1990年、メヌエット7号）
6. 夢の腕（1990年、メヌエット8号）
7. 天星の剣（1990年、メヌエット9号）
8. 黄玉の瞳（1990年、メヌエット10号）
9. 夜香鳥（1991年、ルージュ7月号増刊銀のジークスペシャル）
10. 紅孔雀（1991年、ルージュ7月号増刊銀のジークスペシャル）
11. 紫真珠（1991年、同人誌描き下ろし）
12. 月の王（1991年、おまコミミステリーvol.7）
13. 海の七塔（1991年、おまコミミステリーvol.9）
14. 天界樹（1991年、おまコミミステリーvol.11）
15. 花冠の少年（1991年、おまコミミステリーvol.13）
16. 緑の誘惑（コミックス描き下ろし）
17. 哀愁のキラティア、または復習（コミックス描き下ろし）
18. 水晶琴（コミックス描き下ろし）
19. 二重星（コミックス描き下ろし）
20. 復讎のキラティア（コミックス描き下ろし）
21. 神の手（コミックス描き下ろし）
22. クリスタル・ラプソディー（コミックス描き下ろし）
23. 闇の王（コミックス描き下ろし）
24. 黄金の花冠（コミックス描き下ろし）

- キラティアの憂鬱（コミックス描き下ろし）（番外篇）
- 天上界劇場パート1（コミックス描き下ろし）（番外篇）
- 天上界劇場パート2（コミックス描き下ろし）（番外篇）

## 設定
- 死の狩人は創造主により生み出された存在であり、創造主の配下の法（ロー）の命令で各次元の標的を狩ることになっている。任務を達成できなかった場合は、仲間に狩られる宿命になっている。ほかの死の狩人が標的を狩ってしまった場合も同じ。
- 標的以外の人間を狩ってしまった場合、次元界を通り抜ける能力を奪われる。ジュールダンやシドやアルシオンが下界に長くいたのはこれが理由。
- 巨星の下に五星があり、さらにその下に12星とスターダストと呼ばれる下位の狩人が存在する。
- 法（ロー）を含め、種（シード）・運命（フェイト）は創造主の配下にあり、種（シード）は人の魂を運ぷ「時の舟の漕ぎ手（パイロット）」を管理し、運命（フェイト）は人の運命の織り手である「紡ぎ手（ウィーバ）」を統括する。サーラの夫のジオ・ジオナールは前者に、キラの愛人の一人であるカイトは後者に属する。
- 天上界にはそのほか、天使たちと、夢使い（ドリーマ）、次元調査員（チェッカー）、次元巡回員（パトローラー）が存在する。キラティアの元愛人のメーベルは夢使いの一人であり、スランシーラは次元調査員の一人にあたる。

## 書誌情報

### 大陸書房版
- 『青月宮』　1989年11月6日発行
  - 収録作品：「青月宮」・「時の舟」/「雪白王」・「あなたの空を飛びたい」・「トライアングルゾーン」同時収録
- 『白銀星』　1990年11月8日発行
  - 収録作品：「白銀星」・「金連鎖」・「眠りの公子」・「夢の腕」・「天星の剣」
- 『夜香鳥』　1992年1月10日発行
  - 収録作品：「黄玉の瞳」・「夜香鳥」・「紅孔雀」

### 白夜書房版
- 『銀のジーク』

1. 1993年5月9日発行…「月の王」・「海の七塔」・「天界樹」・「花冠の少年」収録
2. 1993年6月9日発行…「紫真珠」・「キラティアの憂鬱」・「青月宮」収録
3. 1993年9月9日発行…「時の舟」・「白銀星」・「金連鎖」・「眠りの公子」収録
4. 1993年11月9日発行…「夢の腕」・「天星の剣」・「黄玉の瞳」・「夜香鳥」収録
5. 1994年1月9日発行…「プレゼント」・「紅孔雀」・「アフターデイ」・「緑の誘惑」・「キラティアの忘想」収録
6. 1994年9月9日発行…「哀愁のキラティア　または復習」・「水晶琴」収録
7. 1995年6月9日発行…「二重星」・「復讎のキラティア」収録
8. 1996年3月9日発行…「神の手」・「クリスタル・ラプソディー」収録
9. 1997年2月9日発行…「闇の王」・「黄金の花冠」収録

### 同人誌版
- 白夜書房版の続編で、既刊30巻。